# جي. نيل شولمان
جي. نيل شولمان (بالإنجليزية: J. Neil Schulman)‏ (16 أبريل 1953 في الولايات المتحدة - 10 أغسطس 2019، كولورادو سبرينغس في الولايات المتحدة)؛ صحفي، كاتب سيناريو وروائي أمريكي.

## روابط خارجية
- جي. نيل شولمان على موقع IMDb (الإنجليزية)
- جي. نيل شولمان على موقع قاعدة بيانات الفيلم (الإنجليزية)